# 에기유 델라즈
에기유 델라즈(Aiguille Delaz)는 OVA 《기동전사 건담 0083 STARDUST MEMORY》의 등장인물이다. (성우 : 고바야시 기요시)
지온 공국군 대령(U.C. 0079년 당시)으로 후에 중장(U.C. 0083년 당시)으로 승진했다. 일년전쟁 중의 역할은 불명이지만 자비가 친위대 대장이라는 설이 존재한다. 인상이 왠지 블라디미르 레닌을 연상시킨다.
소위 기렌파지만 0083 공식 홈페이지에는 시마 가라하우를 델라즈 플리트에 끌어들인 점 등 스스로가 내건 "스페이스 노이드 자치권 확보"라는 자신만의 신념에 심취해 있었다고 하는 등 새로운 해석이 이루어져 있다. 아 바오아 쿠 방위전 중 기렌 자비 전사 소식을 듣고 키시리아 자비에 의한 암살을 직감, 휘하 함대를 이끌고 전장을 이탈했다.
카라마 포인트에서 이루어진 협의에서 연방으로의 복속을 거부한 구지온 공국군 태반이 액시즈행을 선택했고, 그 와중에서도 저항을 계속하길 희망한 자들을 이끌고 지구권에 잔류했다. 단, 델라즈 자신은 협의 전부터 잠복 지점 "가시나무 동산" 건설에 착수하는 등 이른 시기에 지구권 잔류 의지를 확고히 한 걸로 보인다. 우주세기 0081년 8월 15일 지온 공국 국경절에 맞춰 활동을 개시, 이후 델라즈 플리트라 칭한 휘하 함대로 지구권에서 지구 연방을 상대로 게릴라전을 전개했다. 이 와중에 지구권 공국군 잔당 최고 지도자로서 중장의 지위에 오르게 된다(델라즈의 성격상, 스스로 계급을 높였다고 볼 수 없기에 부하들의 추대 후 액시즈의 승인으로 이루어졌고 보는 게 타당할 것이다). 동지들의 잠복 및 보급 등의 면에서는 사이드 6 정부 관계자 및 애너하임 일레트로닉스로 대표되는 달 기업 연합체와의 비공식적인 협력 관계였다.
한편, 델라즈에게는 연방의 지구 편중 정책을 지켜보며 액시즈의 지구권 귀환을 기다리는 것 그리고 건곤일척의 총력전으로 대전과를 거두는 것 등 두 가지 선택지가 존재하고 있었으며, 델라즈는 건담개발계획에 관한 정보를 입수하고 후자를 선택했다.
우주세기 0083년 별 부스러기 작전을 발동되었고, 트링턴 기지에 핵탄두가 탑재된 건담강탈사건을 발단으로 시작된 일련의 소동은 지구권을 무서운 기세로 휩쓸었으며, 후에 그의 이름을 따 델라즈 분쟁이라 불리게 되었다. 이후 상황을 낙관한 엉덩이가 무거운 연방군 수뇌부를 계속해서 농락, 작전 진짜 목적인 콜로니 낙하 성공을 한걸음 남긴 상황까지 오게 되지만 콜로니 대기권 돌입 직전에 시마 가라하우의 배신으로 탑승함을 제압당하게 된다. 델라즈는 전혀 동요하지 않았고, 오히려 그의 언동에 격앙 및 동요한 시마가 그를 사살하게 되지만 애너벨 가토의 분투로 콜로니는 최종 궤도 수정을 달성하고 마침내 지구에 떨어지게 된다.
시대는 이를 계기로 크게 요동치게 되었지만, "연방에 의한 지구권의 주권 장악 저지"라고 하는 델라즈의 대의가 달성되었는지 혹은 달성되지 않았는지에 대한 평가는 엇갈릴 수밖에 없을 것이다.

## 설정에 관해서
1992년 11월에 발매된《GUNDAM WARS 기동전사 건담 0083》에 따르면 에기유 델라즈의 일년전쟁 당시 소속은 우주공격군이며, 가토는 그의 직속 부하였다. 일부 반다이제 게임 소프트에서 델라즈를 기렌 친위대 대장으로 소개하게 되면서 관련 설이 등장하게 된 것이다. 또한 1992년 2월에 발매된 《EB 바이블 델라즈 분쟁편 (상)권》 델라즈 인물 소개에는 "기렌 자비의 열렬한 신봉자로 스페이스 노이드 자치권 확립을 주장했다."라는 문구가 존재한다. "건담 공식 백과사전 건담 오피셜즈" 델라즈 항목에도 비슷한 문구가 존재하며, 이로 볼 때 델라즈가 기렌 추종자라는 이야기는 정설이다.
한편, 0083년 당시 중장으로 계급이 오른 데 대한 설명은 《건담 공식 백과사전 건담 오피셜즈》를 바탕으로 하고 있다.